# Gustave Flaubert
Gustave Flaubert (Rouen, 12 de dezembro de 1821  – Croisset, 8 de maio de 1880) foi um escritor francês. Prosador importante, Flaubert marcou a literatura francesa pela profundidade de suas análises psicológicas, pelo seu senso de realidade, pela sua lucidez sobre o comportamento social, e pela força de seu estilo em grandes romances, tais como Madame Bovary (1857), A Educação Sentimental (1869), Salammbô (1862), mais os seus contos, nomeadamente os Trois contes (1877).

## Biografia

### Infância
Gustave Flaubert foi o segundo dos seis filhos do médico Achille Cléophas Flaubert (1784-1846), cirurgião-chefe do Hospital de Ruão, e sua esposa Anne Justine, nascida Fleuriot (1793-1872). Passa a infância ao lado dos irmãos no Hospital onde o pai trabalha.
Estuda no Colégio Real, onde faz amigos para a vida inteira, tais como Louis Boulhiet (1829-1869), poeta; Maxime Du Camp (1822-1894), futuro editor e jornalista, e Alfred Le Poittevin, morto prematuramente. Interessado em literatura, dirige o semanário escolar, “Arte e Progresso”.
Aos quinze anos, interessa-se por teatro, e compõe um drama em cinco atos, em prosa, “Luís XI”. Em 1837, escreve seu primeiro romance, “Rêve d'enfer”, uma obra ainda imatura e juvenil, mas que já vislumbra os traços que caracterizariam suas futuras heroínas. Também aos 15 anos se apaixona, por uma mulher casada e onze anos mais velha do que ele, Elisa Schlesinger, a qual amará, talvez, pela vida toda; só declara, porém, o seu amor trinta anos mais tarde, através de uma carta. Embora viúva, Elisa já não quis desposá-lo. Elisa terminou sua vida em um asilo para doentes mentais.
O amor impossível, em especial por Elisa Schlesinger, inspira vários de seus livros: “Mémoires d'un fou”, em 1838, “Novembre”, em 1842, e as duas versões de A Educação Sentimental, esboçado em 1845 e concluído em 1869.

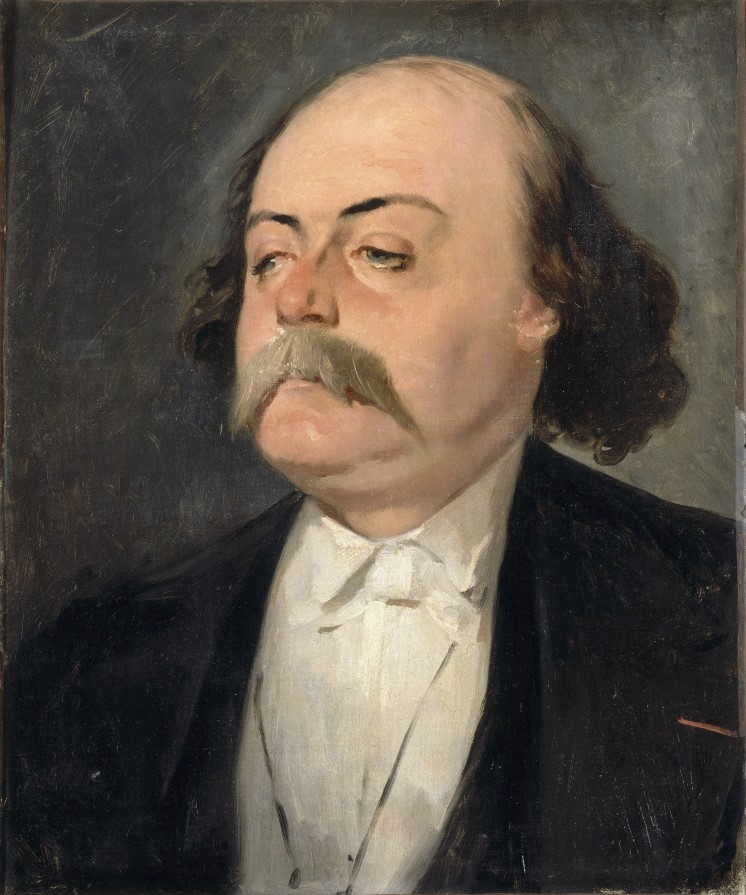
Retrato feito por Eugène Giraud

### Treinamento
Inicia os estudos de direito, em Paris, para contentar o pai, porém não consegue se interessar pelas aulas, levando uma vida boêmia, gastando todo o dinheiro que o pai mandava despreocupadamente. Após ter sido reprovado nos exames de direito na Universidade de Paris, começa a ter crises nervosas, com alucinações e perdas de consciência, que os médicos diagnosticam como histérico-epilépticos. Seu pai o trata com sangrias e dietas, isolando-o em um sítio em Croisset, às margens do Sena. Há uma melhora das crises, que só iriam retornar no fim da vida. Durante esse seu retiro, falece seu pai e a irmã Caroline, aos 22 anos, após dar à luz uma menina.

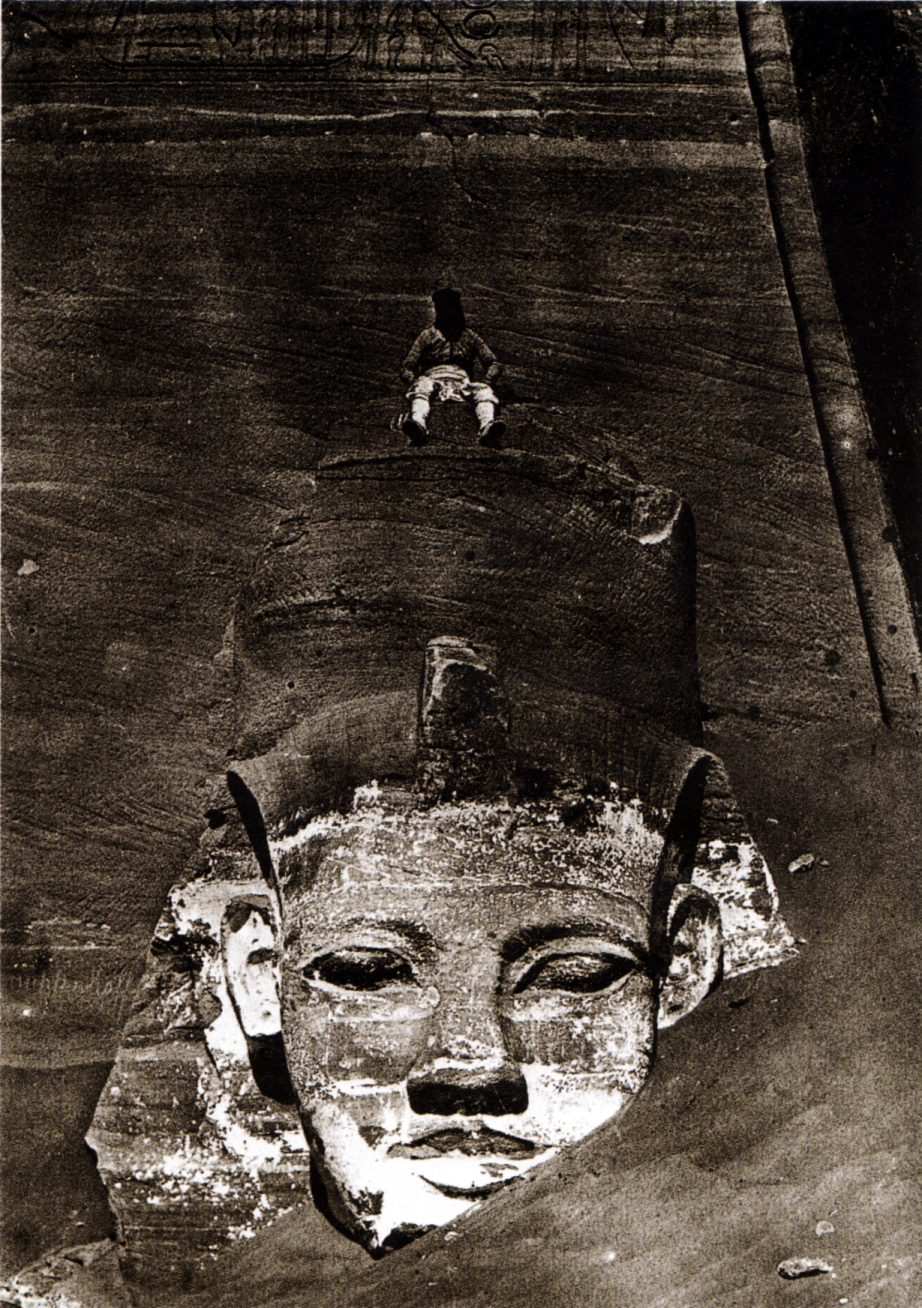
Flaubert em 1850 sobre uma das cabeças de uma estátua de Ramessés II em Abul-Simbel, fotografado por Maxime Du Camp

Em 1846 Flaubert conheceu Louise Collet, separada do marido e mãe de uma jovem de 16 anos, amante do filósofo Vitor Cousin, iniciando um romance com ela. Louise era considerada pelos amigos presunçosa e afetada, pouco espontânea, exatamente o oposto da recatada Elisa Sclesinger.
Flaubert rompe com Louise em 1848 e, mergulhado na literatura, não percebe as transformações da França, tais como a revolução desse mesmo ano, que derruba o rei Luís Filipe e entrega o poder a Napoleão III, proclamado imperador em 1852.
Nesse período Flaubert perde o amigo Le Poittevin, companheiro de infância, e sua saúde se abala. Gustave organiza, com o amigo Maxime du Camp, uma longa viagem ao Oriente, entre 1849 e 1852; viaja ao Egito e à Jerusalém e, ao retornar, passa por Constantinopla e Itália. Colhe informações para escrever, mais tarde, Salammbô, uma reconstituição da civilização Cartaginense na época das guerras púnicas.

### Primeiros Romances
Em 1851, tem início Madame Bovary, obra realista que o tornaria célebre e que levaria 5 anos para concluir.
Em 1866, recebe a Legião de Honra do governo francês.
Entre 1870-1871, os prussianos ocupam uma parte da França, e Flaubert se refugia com sua sobrinha, Caroline, em Ruão; sua mãe morre em 6 de abril de 1872 e, nessa época, passa por dificuldades financeiras.
Em 1874, termina e publica a terceira versão de La tentation de Saint Antoine (A tentação de Santo Antão - 1874), inspirada num quadro de mesmo nome de Bruegel. Em 1877, aos 55 anos, publica “Trois Contes” ("Três Contos"), volume contendo três novelas: sua obra-prima, “Un cœur simple” ("Um coração simples"), a história de uma criada bondosa e ingênua, Félicité, inspirada em Julie, empregada que servira Flaubert e sua família até morrer; La Légende de saint Julien l'Hospitalier (A Lenda de São Julião, o Hospitaleiro), conto hagiográfico da época medieval escrito em cinco meses em 1875; e Hérodias (Herodíade), em torno da figura de São João Batista, escrito no inverno de 1875-76. O volume foi bem recebido pela crítica.
Sua obra Bouvard e Pécuchet fica inacabada e foi publicada posteriormente.

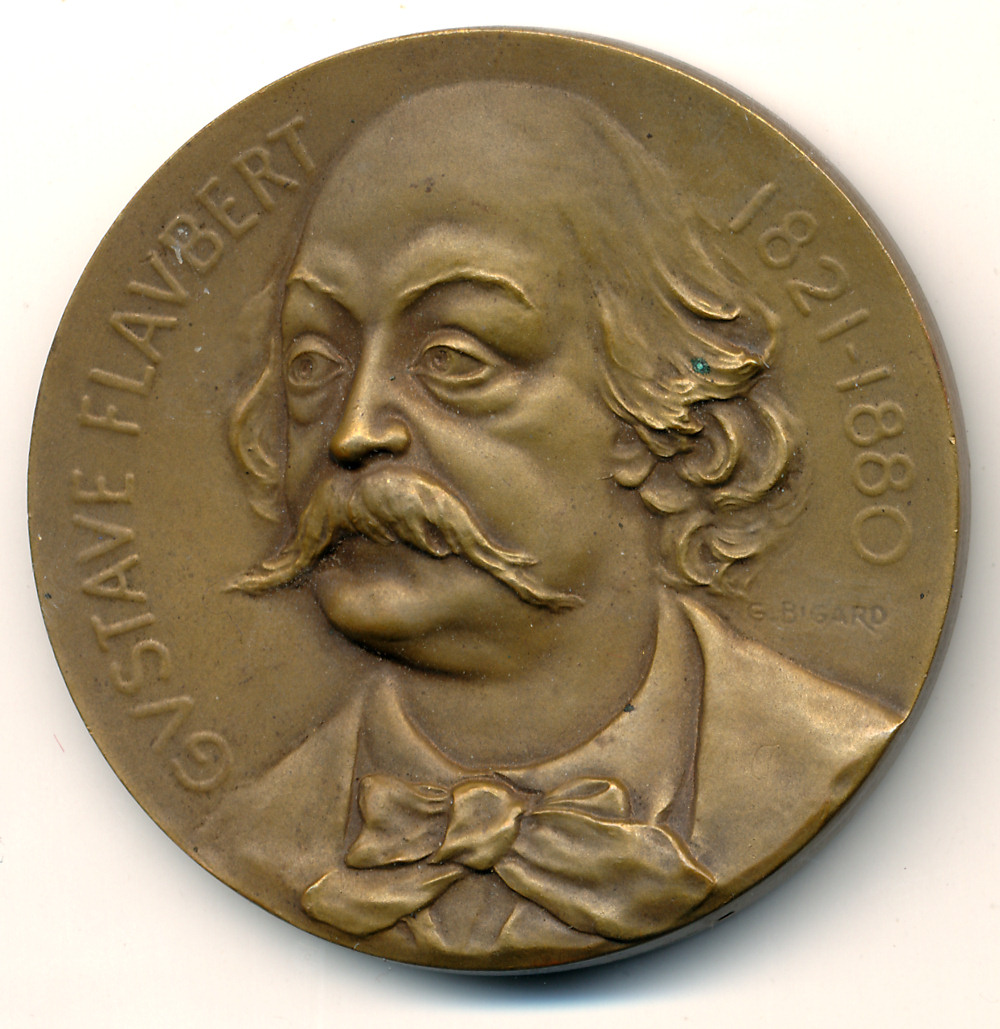
Medalha com a efígie de Flaubert, Gaston Bigard, bronze 50mm

### Morte
Pouco antes de sua morte, vende suas propriedades para evitar a falência do marido de sua sobrinha, e passa a viver de um salário como conservador da Biblioteca Mazarine.

Seus últimos anos são marcados por dificuldades financeiras. Morre subitamente, provavelmente de AVC, e é sepultado no Cemitério Monumental de Ruão, em presença daqueles que o reconheciam como seu mestre: Émile Zola, Alphonse Daudet, Edmond de Goncourt, Théodore de Banville e Guy de Maupassant.

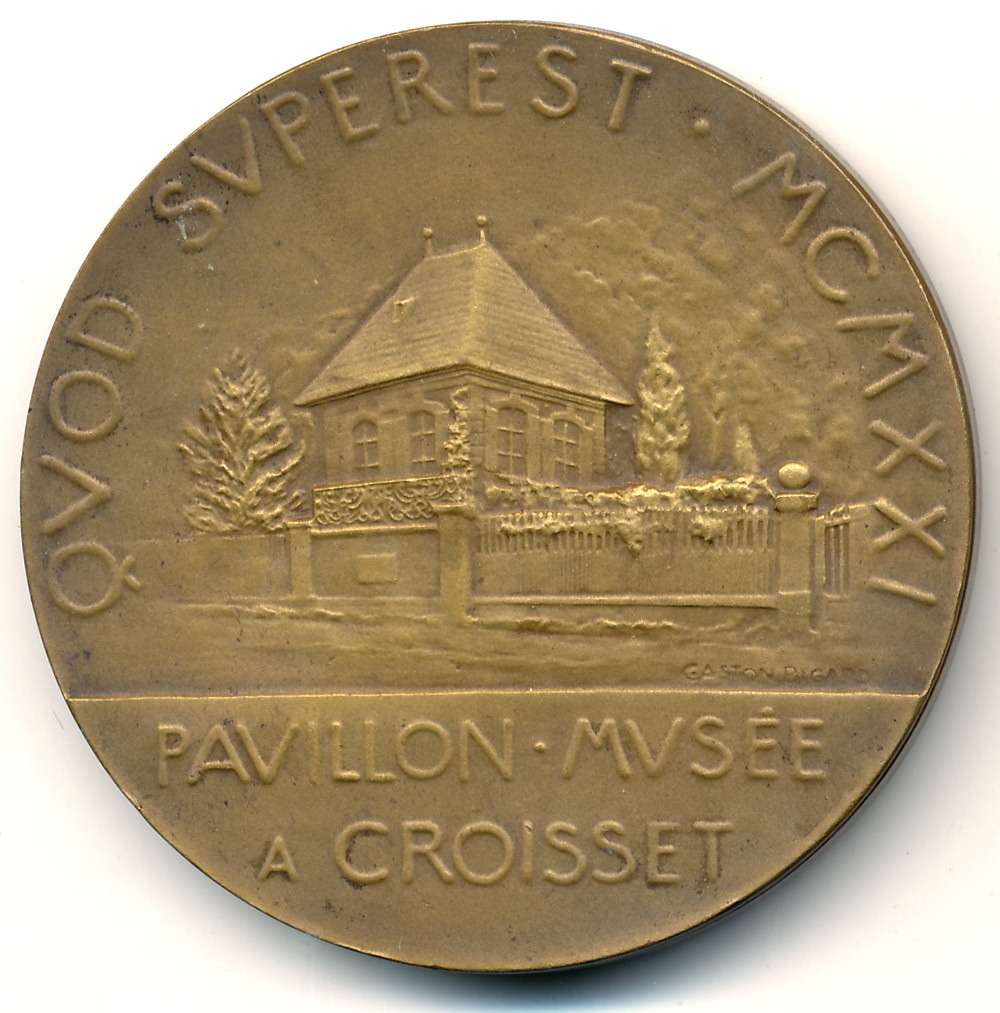
Revers di la Medalha, "Pavillon-musée à Croisset" (1921)

## Obras Flaubertianas
Flaubert é contemporâneo de Charles Baudelaire e, como o poeta das Flores do Mal, ocupa uma posição crucial na literatura do século XIX. Ambos são contestados (por razões morais) e admirados (por suas forças literárias). Hoje Flaubert é considerado um dos maiores romancistas do séc. XIX, com Madame Bovary, fundadora do bovarismo; e A Educação Sentimental, meio termo entre o romance psicológico (Stendhal) e o movimento naturalista (Zola e Maupassant).
Fortemente influenciado pela obra de Balzac, cujos termos ele assumirá de maneira muito pessoal (Educação Sentimental é outra versão do Lírio do Vale; e Madame Bovary da Mulher de Trinta Anos), segue o caminho do romance realista. Ele também era muito preocupado com a estética - daí o longo trabalho de elaboração das suas obras. Flaubert testava os seus textos submetendo-os a um famoso teste, que consistia em lê-los em voz alta, por horas a fio, até alcançar a completude e o prazer estético que almejava.
A disposição de Flaubert para fugir à estética novelesca, ao escrever um "roman de la lenteur" (ou "um romance de lentidão"), é fortemente enfatizada pelos críticos.
Para além disso, a sua visão irónica e pessimista da humanidade faz dele um grande moralista - é só dar uma vista de olhos no Dicionário das Ideias Feitas.
A sua correspondência com Louise Colet, George Sand, Maxime du Camp e outros foi publicada em cinco volumes na Bibliothèque de la Pléiade.

### Madame Bovary

#### Acusação
“Madame Bovary”, sua mais famosa obra, é impressa na “Revue de Paris”, por Laurent Pichat e Maxime Du Camp, em outubro de 1856. Resultado de cinco anos de trabalho, o romance é uma dura depreciação dos valores burgueses. Segundo alguns críticos conservadores, Flaubert ridiculariza sua própria condição social.
Mal o livro começa a ser publicado, porém, Ulbach, secretário da “Revue de Paris”, faz objeções sobre a cena do fiacre, que foi “omitida” do número da edição. Apesar da suspensão da cena, a censura decide suspender a publicação da obra e processar o autor, sob a acusação de “imoralidade”. Na verdade, a sociedade burguesa “sentiu a força do ataque, e seus representantes desde 1848, trataram de punir o acusado”.
Em janeiro de 1857, Flaubert senta no banco dos réus, mas é absolvido pela Sexta Corte Correcional do Tribunal do Sena, em Paris, em 7 de fevereiro de 1857, através da argumentação do advogado Sénard.
Mediante a curiosidade da época em saber quem era “Emma Bovary”, Flaubert responde apenas: “Madame Bovary sou eu”.
Note-se ainda que Flaubert recebeu um forte apoio de Victor Hugo que lhe havia escrito: «Vous êtes un de ces hauts sommets que tous les coups frappent, mais qu’aucun n’abat». O romance foi um grande sucesso nas livrarias.

#### Estrutura e Enredo
Honoré de Balzac também havia abordado o mesmo assunto n`A Mulher de Trinta Anos em 1831, na forma de romance que apareceu em 1842 n`A Comédia Humana, sem causar nenhum escândalo.

A história pode resumir-se desta maneira:
Depois estudar numa escola provincial, Charles Bovary estabelece-se como oficial de saúde e casa-se com uma viúva que os seus pais achavam que era rica. Quando ela morre, Charles casa-se com uma jovem - Emma Rouault - criada num convento, que vive numa quinta do seu pai (um lavrador rico, paciente do jovem médico). Emma deixa-se seduzir por Charles e casa-se com ele. Enfeitiçada pelas suas leituras românticas na adolescência, vive sonhando com uma nova vida - desprezar o seu marido, abandonar o seu papel materno, e conhecer amantes sem intento. As dívidas que ela assume acabariam por arruinar a sua família e causar a sua morte. Quanto a Charles, morre de dor e deixa a sua filha Berthe órfã.
É impossível analisar todas as sutilezas da montagem do livro num único artigo ― a técnica das camadas, as imagens, perfis, cenários, hesitações, jogos de vozes, etc. ―, logo abordar-se-á apenas a história, desprovida de todo o resto, observando a seguir o ordenamento cronológico. Descartar-se-á também a causalidade e subjetividade dos acontecimentos de Madame Bovary. Vejamos o que acontece se aplicarmos o diagrama de Freytag:
PARTE I[Apresentação]

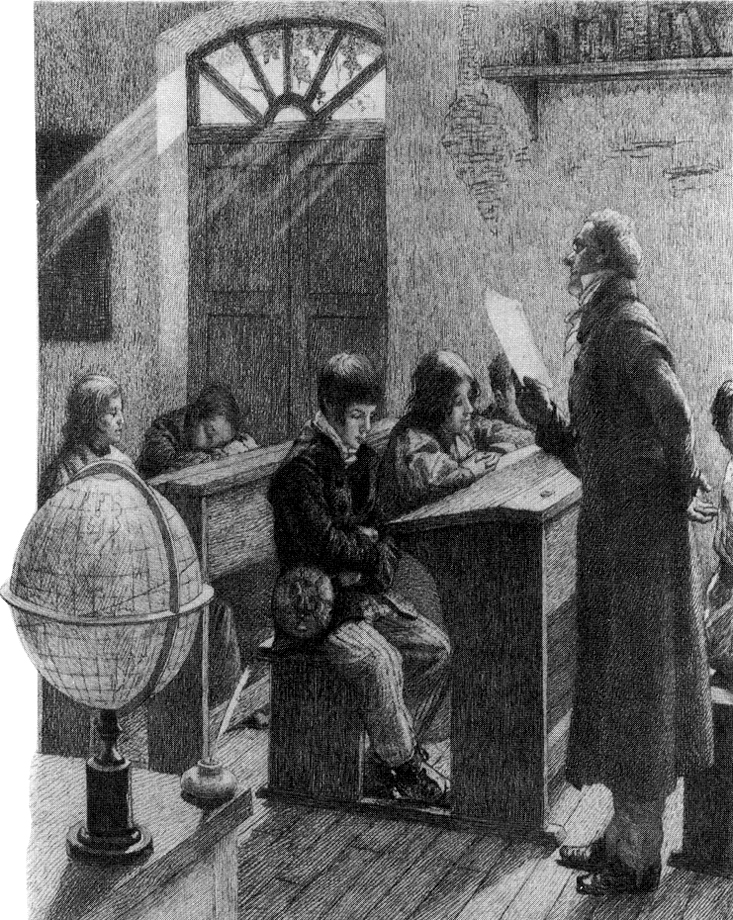
Ilustração de Madame Bovary de Gustave Flaubert (1821-1880): Primeiro dia de Charles Bovary na turma

1- Infância de Charles Bovary: o dia do estudante.
2- Primeiro casamento. Charles encontra Rouault e sua filha Emma; a primeira esposa de Charles morre,
3- Charles pede Emma em casamento.
4- O casamento.
5- O novo lar em Tostes.
6- Um relato da infância de Emma e o seu mundo de fantasia secreta [aqui começarmos a ter indícios do comportamento de nossa protagonista].
7- Emma fica entediada; convite para um baile pelo Marquês d’Andervilliers.
8- O baile no Château La Vaubyessard [incidente inicial].
9- Emma segue modas, reclama de tédio a Charles, e eles decidem se mudar; eles descobrem que ela está grávida; [a ação começa a ascender lentamente nos eventos que levarão ao clímax].
PARTE II

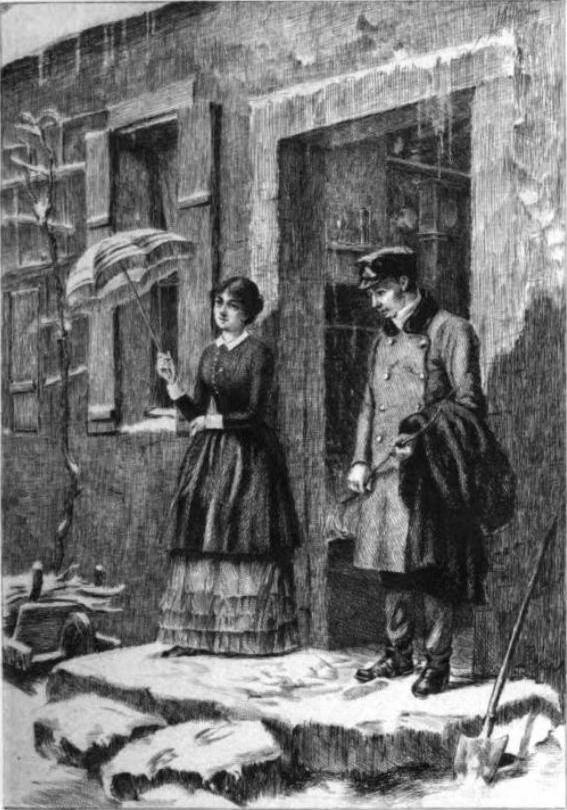
Ilustração de Madame Bovary de Gustave Flaubert (1821-1880)

1- Descrição do Yonville-l’Abbaye: Homais, Lestiboudois, Binet, Bournisien, Lheureux.
2- Chegada dos Bovary; Emma conhece Léon Dupuis, escrevente do advogado.
3- Emma dá a luz a Berta, a visita na casa da ama com Léon.
4- Um jogo de cartas; amizade de Emma com Léon cresce.
5- Viagem para ver o linho; Emma está resignada com a sua vida.
6- Emma visita o padre Bournisien; Berta é ferida; Léon viaja a Paris.
7- A mãe de Charles a proíbe de ler; a sangria do colono de Rodolphe; Rodolphe conhece Emma.
8- O comício sobre agricultura; Rodolphe corteja Emma.
9- Seis semanas mais tarde Rodolphe regressa e saem a cavalo, ele a seduz e o caso começa.
10- Emma encontra Binet no caminho, Rodolphe fica nervoso; uma carta de seu pai faz Emma se arrepender.
11- Operação no pé torto de Hippolyte; M. Canivet tem que amputá-lo; Emma volta para Rodolphe.
12- Extravagâncias de Emma; briga com a mãe de Charles; planos para fugir [começamos a caminhar mais e mais em direção ao clímax].
13- Rodolphe foge; Emma cai gravemente doente.
14- Charles é assolado por contas; Emma fica religiosa; Homais e Bournisien discutem.
15- Emma encontra Léon na ópera de Lucia de Lammermoor.

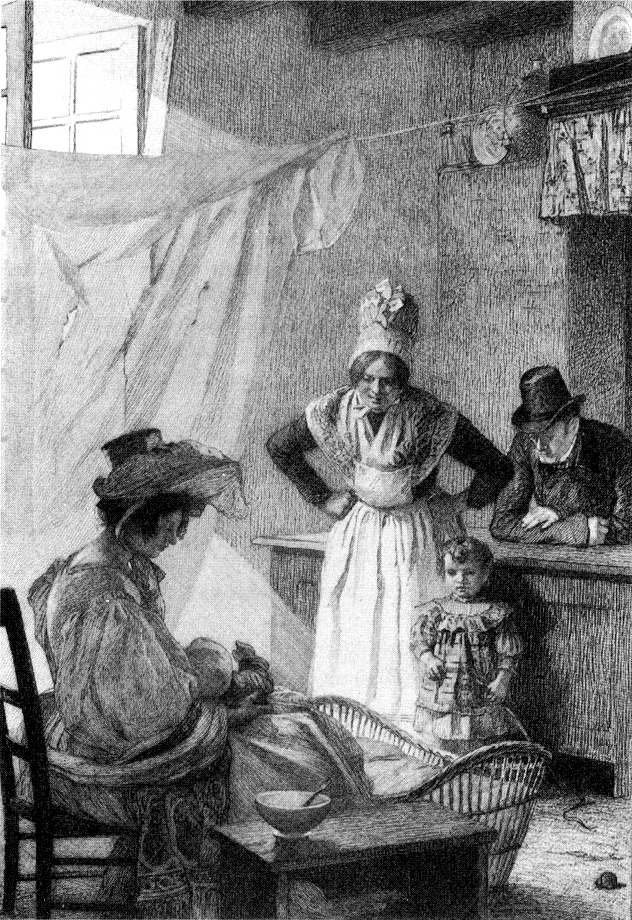
Ilustração de Madame Bovary de Gustave Flaubert (1821-1880): Emma Bovary com a sua filha Berthe

PARTE III1- Emma e Léon conversam; visita a catedral de Rouen.
2- Emma vai a casa de Homais; o pai de Bovary morreu.
3- Ela visita Léon em Rouen.
4- Ela recomeça as “lições de piano”, às quintas-feiras.
5- Encontros com Léon; Emma começa a mexer nas contas.
6- Emma torna-se visivelmente ansiosa; dívidas fora de controle [clímax].
7- Emma pede dinheiro a várias pessoas.
8- Rodolphe não pode ajudá-la; ela engole arsênico e morre [aqui ocorreria a catástrofe na tragédia grega, que corresponde à resolução].
[daqui em diante, temos o desfecho]
9- Preparativos para o funeral de Emma; chegada de Rouault.
10- O funeral;
11- Charles descobre as traições de Emma, perdoa a ela e a Rodolphe, depois morre; Berta vai morar com uma tia e tem que trabalhar para seu sustento; Homais é condecorado.

#### Continuações e outras versões
Muitos escritores imaginam a continuação deste grande clássico da literatura do séc. XIX, como em Mademoiselle Bovary de Maxime BenôIt-Jeannin e publicado em 1991. O avô paterno de Maxime, do mesmo nome, conhecia Flaubert e marcou-o a última frase relativa ao destino de Emma. O sonho da sua vida era dar uma continuação a Madame Bovary. O avô confiou esse projeto de escrita ao neto, aconselhando-o no seguinte tom: «Surtout ne faites pas du Zola, mon petit vieux, je vous en supplie ! Ne faites pas de Berthe une saoularde !» (traduzido do francês: «Acima de tudo não faça Zola, meu velhinho, imploro! Não faça de Berthe uma bébada!")
Esta sequência é, portanto, a continuação oficial da obra prima de Flaubert. Em 1991, Raymond Jean publicou a nova Miss Bovary, que também descrevia o destino da filha dos Bovary. Outras sequências e versões concentram-se em personagens específicos, como o de Charles Bovary em Monsieur Bovary de Antoni Billot em 2006. Estas histórias ajudam a modernizar o romance de Flaubert e a torná-lo mais "atual".

### Salammbô

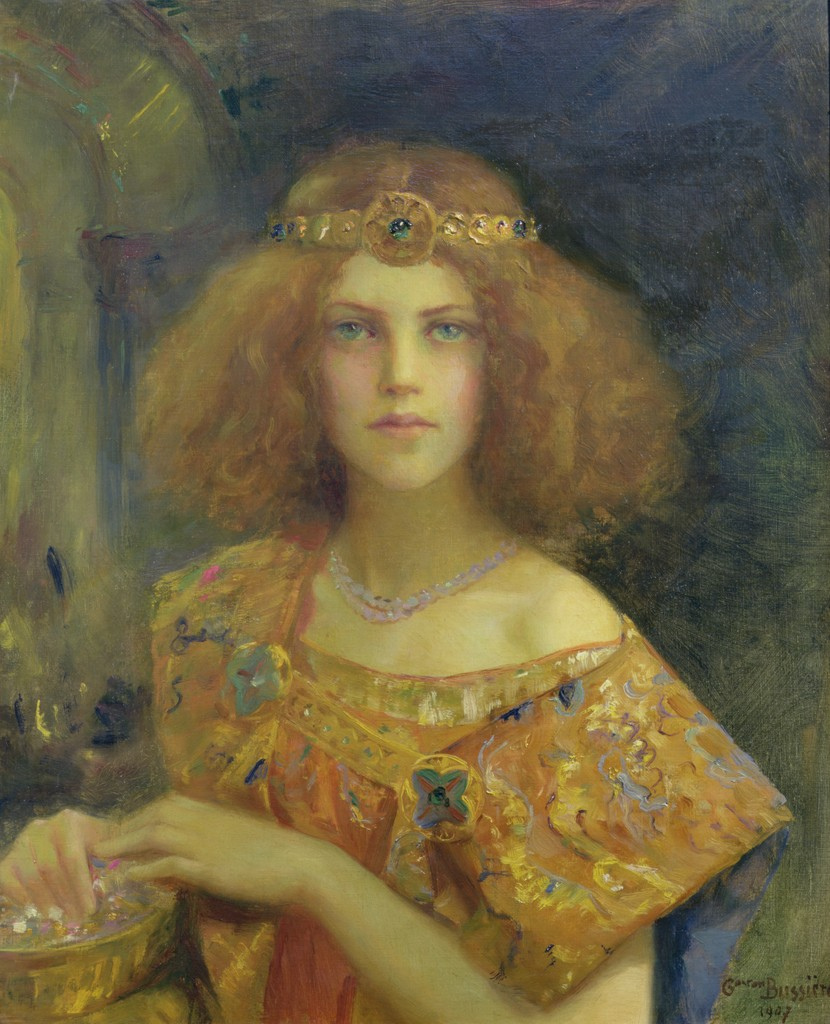
Salammbô, pintura de Gaston Bussière, 1907

Romance histórico sobre Cartago, iniciado em 1857. Só será publicado em 1862.
Salammbô veio após Madame Bovary. Flaubert começa sua redação em setembro de 1857, após vencer o processo instaurado contra Madame Bovary; ele relata, em sua correspondência com Mlle. Leroyer de Chantepie, que deseja desligar sua literatura do mundo contemporâneo, e de trabalhar em um romance no início da era cristã.
Em abril de 1858, Flaubert vai a Túnis para se inteirar da história, e estuda textos de Políbio, Apiano, Plínio, Xenofonte,  Pausânias, Plutarco, Hipócrates e Heródoto. O romance é publicado de 1857 a 1862, com sucesso imediato, a despeito de algumas críticas, tais como de Charles Augustin Sainte-Beuve, mas encorajado por Victor Hugo, Jules Michelet e Hector Berlioz.
O seu incipit é um dos mais famosos da Literatura Francesa:
«C'était à Mégara, faubourg de Carthage, dans les jardins d'Hamilcar.»

(«Estava-se em Megara, nos arredores de Cartago, nos jardins de Amílcar.»)
O romance narra as guerras púnicas e a cartaginesa Salammbô, baseada na história, relatada por Políbio, de uma filha de Amílcar Barca, general cartaginês que combateu os romanos na Primeira Guerra Púnica, e que havia sido prometida por seu pai a um guerreiro numídio.

### A Educação Sentimental
O romance, iniciado em setembro de 1864 e concluído na manhã de 16 de maio de 1869, contém muitos elementos autobiográficos (como o encontro da Sra. Arnoux, inspirado no encontro de Flaubert com Élisa Schlésinger). O seu personagem principal é Frédéric Moreau, um estudante provincial de 18 anos que vem estudar para Paris. Entre 1840 e 1867, ele conhece a amizade inabalável e o poder da estupidez, arte, política, e das revoluções de um mundo que hesitara entre a monarquia, a república ou o império. Várias mulheres (Rosanette, Srª. Dambreuse, entre outras) passam pela sua vida, mas nenhuma pode se comparar a Marie Arnoux, esposa de um rico negociante de arte, por quem ele é loucamente apaixonado. É em contato com essa paixão inativa e as contingências do mundo que ele terá a sua educação sentimental, que será essencialmente reduzida a queimar, pouco a pouco, as suas ilusões.

### Bouvard e Pécuchet

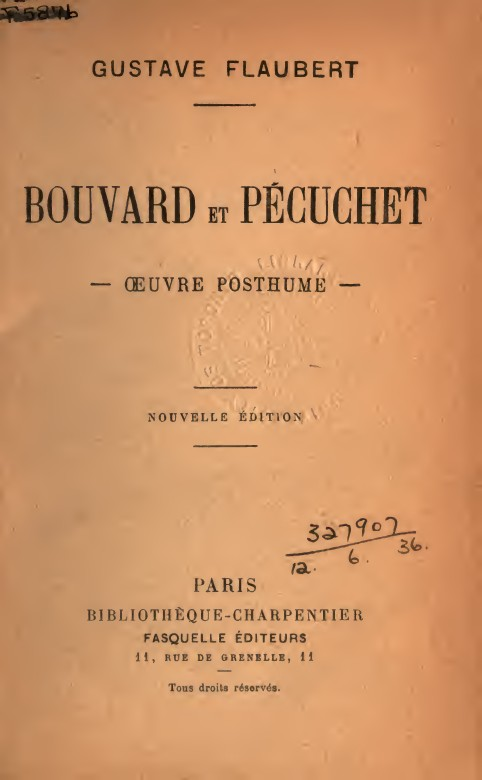
Capa da edição de 1899 da obra Bouvard e Pécuchet de Gustave Flaubert

O projeto deste romance data de 1872, uma vez que o autor afirma sua intenção cômica numa carta a George Sand. A partir deste momento, ele pensou em escrever uma grande provocação sobre a vaidade de seus contemporâneos. Entre a ideia e a escrita interrompida por sua morte, ele tem tempo para aglomerar uma documentação impressionante: cerca de mil e quinhentos livros. Na época da elaboração, Flaubert tinha pensado no subtítulo "Enciclopédia da Estupidez Humana" e é, de fato, o que nos propõe ser esse romance. O enredo centra-se no frenesim de dois amigos por saber tudo, experimentar tudo, e, principalmente, entender corretamente tudo. O romance está inacabado e a parte publicada é apenas a primeira parte de um extenso plano. A receção foi reservada, mas há quem o considere uma obra-prima.
Num dia quente de verão em Paris, dois homens, Bouvard e Pécuchet, encontram-se por acaso em um banco e conhecem-se. Eles descobrem que não só trabalham na mesma profissão (copista), mas também têm os mesmos interesses. Além disso, ambos, se pudessem, gostariam de viver no campo. Uma herança inesperadamente oportuna permitir-lhes-á mudar as suas vidas. Eles tornam-se donos de uma quinta em Calvados, não muito longe de Caen, e começam a cultivar. No entanto, a sua incompetência só levará a desastres. Mais tarde, interessar-se-ão por Medicina, Química, Geologia, Política, com as mesmas dificuldades. Cansados de tantos fracassos, retornam à sua profissão como copistas.
Criticando a sabedoria convencional, Flaubert mostra que, ao contrário do que Hegel pensa, a história não tem fim, é um recomeço eterno. Os dois amigos, que eram copistas no início da novela, retornam ao seu estado no final.

## Características literárias

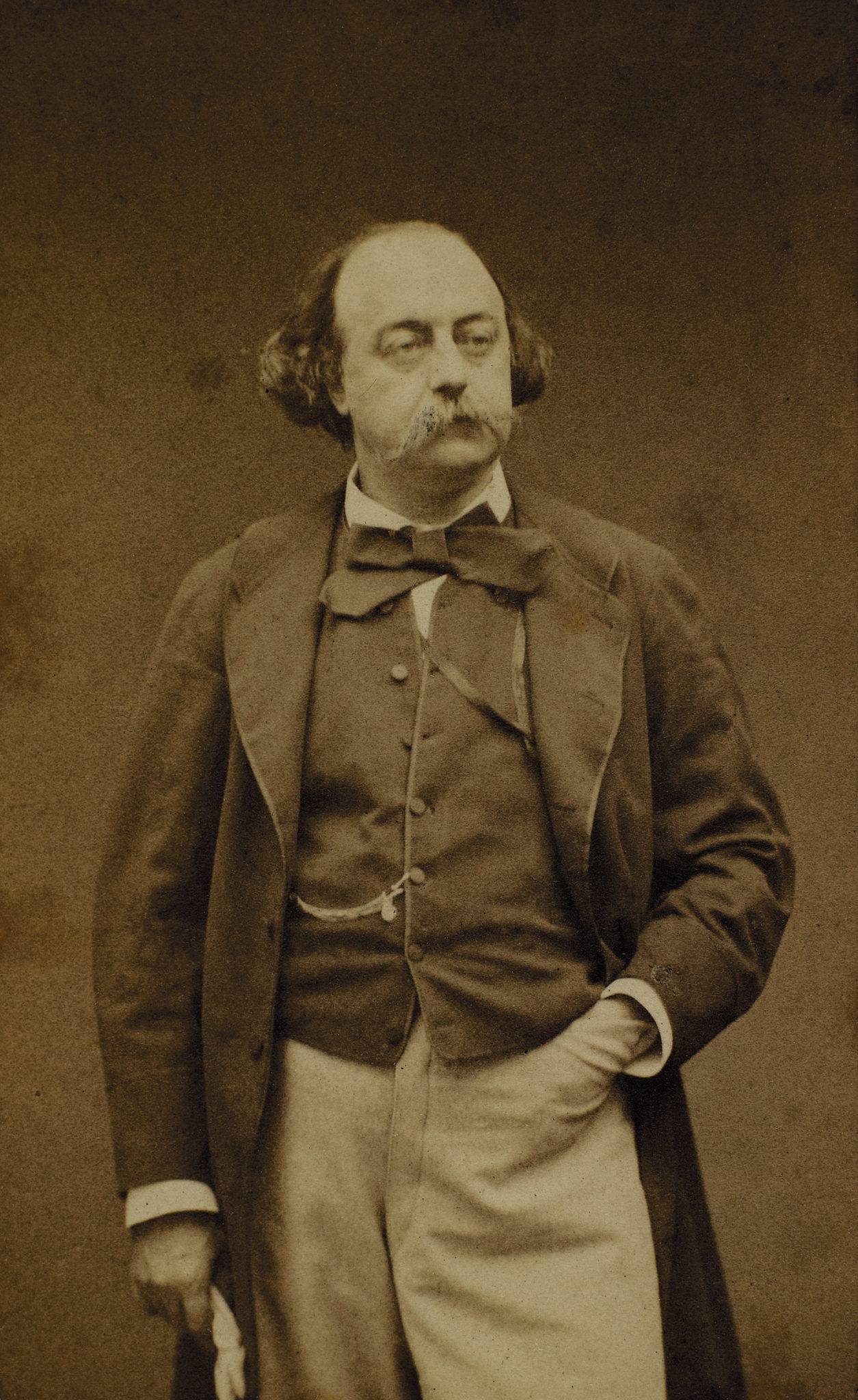
Gustave Flaubert

Flaubert foi um dos mestres do Realismo, movimento estético de reação ao Romantismo europeu no século XIX, influenciado pelas teorias científicas, a Revolução Industrial e a linha filosófica de Augusto Comte.
Flaubert é contemporâneo de Baudelaire e ocupa, tal como o poeta de As Flores do Mal, uma posição pioneira na literatura do século XIX. A despeito das contestações da época, por motivos morais, hoje é considerado como um dos grandes romancistas de seu século, em particular pela obra Madame Bovary. Fortemente marcado pela obra de Honoré de Balzac, Madame Bovary tem inspiração em A Mulher de Trinta Anos), e seus escritos são ligados ao realismo.
A visão irônica e pessimista da humanidade faz de Flaubert, na verdade, um grande moralista. Flaubert levou à perfeição o ideal do romance realista de harmonizar a arte e a realidade. Sua obra se caracteriza pelo cuidado na sintaxe, na escolha do vocabulário e na estrutura do enredo.

## Lista de Obras
- Rêve d'enfer (“Paixão e Virtude”) 1837
- Mémoires d'un fou (“Memórias de um Louco”) 1838
- Novembre (“Novembro”) 1842
- Madame Bovary (“Madame Bovary”) 1857
- Salammbô (“Salambô”) 1862
- L'Éducation Sentimentale (A Educação Sentimental) 1869
- Lettres à la municipalité de Rouen, 1872
- Le Candidat (peça), 1874
- La Tentation de Saint Antoine (“A Tentação de Santo Antão”) 1874
- Trois Contes (“Três Contos”) (Un cœur simple (“Um Coração Simples”), La Légende de Saint Julien l'Hospitalier e Hérodias), 1877
- Le Château des cœurs (teatro), 1880
- Bouvard et Pécuchet (inacabado), 1881
- À bord de la Cange, 1904
- Par les champs et les grèves, 1910
- Œuvres de jeunesse inédites, 1910
- Dictionnaire des idées reçues, 1913
- Lettres inédites à Tourgueneff, 1947
- Lettres inédites à Raoul Duval, 1950